# Macrorhynchia philippina
Macrorhynchia philippina is een hydroïdpoliep uit de familie Aglaopheniidae. De poliep komt uit het geslacht Macrorhynchia. Macrorhynchia philippina werd in 1872 voor het eerst wetenschappelijk beschreven door Kirchenpauer. 